# Lundeborg
Lundeborg är en tätort i Svendborgs kommun i Region Syddanmark i Danmark. Tätorten har 423 invånare (2024). Den ligger på Fyn, cirka 14 kilometer nordost om Svendborg.